# Alexandre Kojève
Alexandre Kojève (IPA: /alɛksɑ̃dʁ koʒɛv/), ursprungligen Aleksandr Vladimirovitj Kozjevnikov (ryska: Алекса́ндр Влади́мирович Коже́вников), född 28 april 1902 i Moskva, Kejsardömet Ryssland, död 4 juni 1968 i Bryssel, Belgien, var en rysk-fransk filosof och ämbetsman. Hans föreläsningar om Hegels filosofi fick stort inflytande över en generation av franska tänkare.

## Biografi
Alexandre Kojève föddes i Kejsardömet Ryssland och lämnade vid 18 års ålder landet för Berlin och Heidelberg. År 1927 kom han till Paris.
I Frankrike var den kantianska idealismen stark och den hegelianska levde ett undanskymt liv. Positionerna var de omvända i Tyskland, England och Italien. Kojève kom  att förändra läget i Frankrike. I de andra länderna var den hegelianska idealismens stjärna redan i dalande till följd av G.E. Moores Refutation of Idealism.
Bland åhörarna till Kojèves föreläsningar om Hegel under 1930-talet fanns filosofer som Jean Hyppolite, Georges Bataille, Raymond Aron, Jacques Lacan, Maurice Merleau-Ponty, Jean-Paul Sartre och Michel Foucault. Kojèves mest inflytelserika verk kom att bli Introduction à la lecture de Hegel (1947). 
Efter andra världskriget arbetade Kojève som förhandlare och rådgivare vid Frankrikes finansministerium.